# Bilshausen
Bilshausen er en by og kommune i det centrale Tyskland, beliggende under Landkreis Göttingen, i den sydlige del af delstaten Niedersachsen. Kommunen med godt 2.300 indbyggere, er en del af amtet (samtgemeinde) Gieboldehausen og ligger i det historiske landskab Eichsfeld.

## Geografi
Bilshausen gennemløbes fra sydvest mod nordvest af floden Rhumeer og er beliggende ved vestenden af højdedraget Rotenberg og ved nordenden af Untereichsfeld. Byen ligger omkring 23 km nordøst for Göttingen og 15 km sydvest for Osterode am Harz. Nabokommuner er Bodensee, Gieboldehausen, Wulften am Harz og Katlenburg-Lindau.